# Río Sella (vattendrag i Spanien, Asturien)
Río Sella är ett vattendrag i Spanien.   Det ligger i provinsen Province of Asturias och regionen Asturien, i den norra delen av landet, 400 km norr om huvudstaden Madrid.